# Grönsjöarna (Tännäs socken, Härjedalen, 696026-131352)
Grönsjöarna är en sjö i Härjedalens kommun i Härjedalen och ingår i Ljusnans huvudavrinningsområde. Sjön har en area på 0,182 kvadratkilometer och ligger 807,1 meter över havet. Den avvattnas av Grönån.

## Delavrinningsområde
Grönsjöarna ingår i det delavrinningsområde (695998-131304) som SMHI kallar för Utloppet av Grönsjöarna. Medelhöjden är 833 meter över havet och ytan är 1,43 kvadratkilometer. Räknas de 4 avrinningsområdena uppströms in blir den ackumulerade arean 9,62 kvadratkilometer. Vattendraget som avvattnar avrinningsområdet har biflödesordning 2, vilket innebär att vattnet flödar genom totalt 2 vattendrag innan det når havet efter 431 kilometer. Avrinningsområdet består mestadels av skog (64 procent) och sankmarker (20 procent). Avrinningsområdet har 0,18 kvadratkilometer vattenytor vilket ger det en sjöprocent på 12,7 procent.